# 818 Kapteynia
818 Kapteynia
818 Kapteynia là một tiểu hành tinh ở vành đai chính. Nó được Max Wolf phát hiện ngày 21.2.1916 ở Heidelberg, và được đặt theo tên Jacobus Kapteyn, nhà thiên văn học người Hà Lan.